# (4320) Jarosewich
(4320) Jarosewich (1981 EJ17) – planetoida z pasa głównego asteroid okrążająca Słońce w ciągu 3,26 lat w średniej odległości 2,2 j.a. Odkryta 1 marca 1981 roku.